# Організації серії ігор Half-Life
Серія відеоігор Half-Life описує вигаданий всесвіт, в яких розвиваються події окремих ігор цієї серії. Цей всесвіт містить низку організацій, утворень, угруповань і формувань, які відіграють важливу роль у сюжеті серії, ворогують або змагаються між собою. Гордон Фрімен, головний ігровий персонаж ігор серії, виступає на боці одних організацій і бореться з представниками інших. У той самий час у деяких (як офіційних, і фанатських) іграх серії гравець може у ролі представника ворожих Фрімену організацій, і у певною мірою грати за «погані» сили.

## Чорна Меза

Логотип науково-дослідного комплексу «Чорна Меза», що зображує їдальню гору на фоні неба

Чорна Меза (англ. mesa «столова гора») — вигадана надсекретна урядова організація та науково-дослідний комплекс, розташований у пустелі, в Нью-Мексико, США. В іспанській мові, звідки слово mesa було запозичено в англійську, вимовляється [ˈmesa], тобто «меса». Однак в перекладах часто використовується транскрипція «меза», можливо щоб уникнути співзвучності з чорною месою.
«Чорна Меза» — одна з найважливіших організацій та локацій в іграх серії Half-Life: саме тут відбуваються всі події гри Half-Life та трьох її офіційних доповнень — Half -Life: Opposing Force, Half-Life: Blue Shift і Half-Life: Decay, і саме інцидент у "Чорній Мезі" став початком сюжету серії ігор. Також ця організація згадується в Half-Life 2, її доповненнях (Half-Life 2: Episode One і Half-Life 2: Episode Two) і грі Portal, що є спін-оффом до всесвіту Half-Life.
Комплекс «Чорна Меза» побудований на базі кількох пускових ракетних шахт, які були перетворені на великий дослідницький інститут з різноманітних дисциплін. Однак на території комплексу розташована і повнофункціональна військова база, доступ до об'єктів якої закритий для більшості цивільних співробітників. Роботи ведуться над досить стандартними науковими дослідженнями: фізика (радіація, теоретична фізика, лазери, гідравліка, робототехніка), генетика, великий спектр досліджень з хімії, біології. Комплекс також містить незатребувану ядерну зброю. Крім законних і відкритих досліджень, підтримуються і секретні проєкти, включаючи розробку високотехнологічної зброї та захисних систем, нанотехнологій, вивчення темної матерії та темної енергії, дослідження міжпросторових подорожей, телепортації та паралельних вимірів, зокрема, вивчення світу Зен. Протягом поїздки в монорейковому вагоні на початку Half-Life, є оголошення про пошук службовців з освітою з теоретичної фізики, біотехнологій та багатьох інших високотехнологічних наукових дисциплін.
Події інциденту в «Чорній Мезі» починаються з експерименту, проведеного дослідницькою командою Лабораторії аномальних матеріалів у секторі С, тестовій камері С-33/а. Коли вчений-тестер Гордон Фрімен помістив зразок кристала в промінь перевантаженого антимас-спектрометра, експеримент зумовив явище каскадного резонансу, який серйозно пошкодив комплекс і порушив зв'язок як із зовнішнім світом, так і здебільшого самого комплексу. Він відкрив міжпросторові портали, що хаотично телепортують істот із паралельного виміру Зен. Істоти виявляють агресію до людей, які намагаються врятуватися всіма можливими способами. Інцидент і наступні після нього події швидко занурюють «Чорну Мезу» в хаос.
Через кілька годин після невдалого експерименту на території "Чорної Мези" висаджуються і розміщуються загони бойового підрозділу з контролю ворожих проявів навколишнього середовища HECU . Згідно з директивою, до їхнього завдання входить: у будь-який спосіб знищити інопланетну загрозу, а також приховати інцидент, що передбачає ліквідацію як прибульців, так і всього персоналу комплексу.
Внаслідок інциденту вся або майже вся "Чорна Меза" була знищена ядерними зарядами, закладеними чорними оперативниками; про ці події розповідається наприкінці Half-Life: Opposing Force.

## HECU

Спецпідрозділ HECU

Спецпідрозділ HECU (англ. Hazardous Environment Combat Unit — дослівно «Бойовий підрозділ для дій у небезпечних умовах навколишнього середовища») — це підрозділ спецвійськ армії США у грі Half-Life та її офіційних доповненнях. Солдати підрозділу підготовлені для ведення бою як на відкритій місцевості, так і всередині приміщень та ліквідації незвичайних ворогів.

### HECU вHalf-Life
В оригінальній Half-Life (а також у доповненні Half-Life: Blue Shift) присутні чотири види солдатів: солдатів у шоломі і протигазі, командир в червоному береті, солдатів у балаклаві і чорношкірий солдат з сигарою. Half-Life High Definition Pack змінює солдата з сигарою на чорношкірого командира, шолом солдатів у протигазі — з камуфляжного пустельного (білого) на лісовий (зелений), а бере командирів — з червоного на чорний. Ці ж види солдатів присутні і у версії для PlayStation 2 (включаючи Half-Life: Decay), проте там білі командири носять шолом замість берета.
Сили HECU висаджуються на території «Чорної Мези» після катастрофічного каскадного резонансу, що стався в результаті невдалого експерименту. Солдати отримали негласний наказ — знищити інопланетну загрозу, що виникла після катастрофи, а також весь персонал «Чорної Мези» для приховання інформації про інцидент. Солдати HECU швидко захоплюють верхні рівні комплексу і відправляють війська в його підземну частину для ліквідації прибульців і членів персоналу, що вижили.
Спочатку спецоперація йде дуже успішно. Солдати швидко отримують перевагу перед наляканими людьми, які розраховували на допомогу військових, та небезпечними прибульцями, які затопили комплекс. Вони зміцнюють свої захисні позиції мішками з піском, стаціонарними автоматичними гарматами, станковими кулеметами, ракетними установками і т.д. Персонал не може нічого протиставити солдатам. HECU захоплює головний командний центр «Чорної Мези», беруть під контроль усі системи безпеки комплексу, вистежують і знищують прибульців по системі безпеки та транслюють внутрішньою мережею оповіщення заклики здаватися. Багато вчених вірили, що солдати прибули, щоб врятувати та евакуювати їх, але заплатили життям за свою помилку. Члени персоналу, що вижили, просять допомоги у Гордона Фрімена, єдиного, хто вижив після зіткнення з солдатами HECU. На своєму шляху Гордон знищує чимало солдатів і цим швидко стає пріоритетною не-інопланетною метою для бійців HECU. Вони ненавидять його, що доводить графіті на стіні у розділі «На рейках», де вони пишуть «ЗДАВАЙСЯ, ФРІМЕН» та «ЗДОХНІ, ФРІМЕН».
Поступово сили HECU починають тіснитися військами Нігіланта, до того ж на територію комплексу починає телепортуватися безліч військових сил нових прибульців — Раси X. Відступаючи під натиском прибульців Зена та Раси X, HECU починають екстрену евакуацію. Агонізуючий комплекс зазнає численних авіаударів. Коли командуванню стає зрозуміло, що підрозділ HECU не впорається з поставленим завданням, вживаються радикальніші заходи. У комплекс посилаються ще більш професійні підрозділи чорних оперативників, яким дано наказ знищити не тільки нових прибульців і персонал, що залишився, а й солдатів HECU, що не встигли евакуюватися. Резервний план також передбачає знищення «Чорної Мези» ядерними вибуховими пристроями.

### HECU вHalf-Life: Opposing Force
Крім стандартних піхотинців, в «Opposing Force» представлені три нові спеціалізації: кулеметник, Військовий медик і польовий медик. Ще три класи — новобранці, інструктори і військова поліція — з'являються в тренувальному курсі.
В оригінальній Half-Life солдатів HECU називали просто «військовими» або «солдатами»; також фігурувала назва «Сили пошуку та знищення». У додатку Opposing Force, на початку гри протягом представлення досьє головного героя, Адріана Шепарда, називається місце дислокації його підрозділу — «Спецпідрозділ HECU, Військова база Сантего, Аризона», на якій також проводиться тренування солдатів (у якій бере участь і гравець). У тому ж досьє уточнюється належність солдатів HECU до конкретного роду військ — Корпус морської піхоти США Корпусу морської піхоти США.
Дія «Opposing Force» розгортається через кілька годин після каскадного резонансу. Головний герой, капрал Адріан Шепард, втрачає свідомість під час аварії підбитого інопланетною авіацією раси Зена десантного конвертоплана V-22 Osprey, і приходить до тями лише через кілька годин у лазареті. Шепард приходить до тями саме тоді, коли війська HECU починають евакуацію з «Чорної Мези». Незважаючи на те, що капрал встигає на один з останніх гелікоптерів, втручання G-Man'а не дозволяє йому покинути комплекс — G-Man відрізає йому шлях до евакуаційного конвертоплана, замкнувши Адріана в одному з тунелів. Шепарду, проти своєї волі, доводиться просуватися вглиб комплексу, де він зустрічається з іншими бійцями HECU, які також не зуміли евакуюватися. Приречені Шепард і його люди змушені боротися не тільки зі звичайними прибульцями із Зен, а й з новоприбулою Раса X «Расою Х» і чорними оперативниками.
В обох іграх солдати переміщуються на конвертопланах Osprey, які під час створення Half-Life ще не пройшли інженерну та виробничу розробку (англ. Engineering and Manufacturing Development — EMD) та оцінку в армії та вертольотах AH-64 «Апач».

### Зброя та спорядження HECU
Енергетичний бойовий жилет (англ. Powered Combat Vest, скор. P.C.V.) — це частина бойового екіпірування, що використовується в спецпідрозділі HECU під час інциденту у «Чорній Мезі». P.C.V. спроектований для захисту від хімічних, біологічних та радіоактивних атак, а також від фізичних ушкоджень.
P.C.V. комплектується протигазом М40 і приладом нічного бачення, що виступає в «Opposing Force» альтернативою ліхтарику. Також до складу P.C.V. входить лічильник Гейгера, морфій (який дозволяє солдату нормально функціонувати навіть після серйозного поранення), антитоксична система, рація та дисплей (ІЛС) для передачі користувачеві інформації про його здоров'я та кількість патронів. Жилет постачається з комп'ютерною системою моніторингу, яка постійно стежить за здоров'ям користувача та реагує на зміни його стану.
Бронежилет забезпечує повний захист тулуба користувача. Він містить електрозарядний щит з тонкими волокнами, що забезпечують твердий, пружний шар броні, що амортизує кінетичні енергетичні атаки, незалежно від їх типу. З повністю зарядженим жилетом користувач може витримати пряму чергу з автомата або дробовика і пряме влучення ракети. P.C.V. також має захист від високої напруги, високих температур та токсичних субстанцій.
За своїми характеристиками P.C.V. схожий з захисними костюмами H.E.V., якими екіпірована наукова команда «Чорної Мези», включаючи Гордона Фрімена. Бронежилет може заряджатися від цивільних, військових та урядових зарядників, включаючи ті, що були спроектовані для H.E.V. Єдина відмінність P.C.V. від H.E.V. — Відсутність вбудованого ліхтаря і голосових оповіщень у штучного інтелекту жилета.

#### Озброєння
Зброя HECU заснована на реальних зразках озброєння:
- Пістолет-кулемет HK MP5 (замінюється автоматом Colt Model 727 в  High Definition Pack) з підствольним гранатометом M203. Основна зброя HECU в Half-Life та доповненнях, зустрічається практично у всіх піхотинців (крім носа балаклаву, медиків та інженерів, озброєних відповідно дробовиком та пістолетами).
- Дробовик Franchi SPAS-12.
- Ручний кулемет M249 SAW.
- Пістолет Glock 17 (замінюється Beretta M9 в High Definition Pack).
- Пістолет Desert Eagle з лазерним вказівником.
- Стаціонарний кулемет Browning М2НВ.
  - Спарені М2НВ (у бункерах).
- Бойові стаціонарні кулемети (автоматичні турелі) системи «Мініган».
- Стаціонарні ракетні турелі.
- Ручний протитанковий гранатомет.
- Снайперська гвинтівка М40A1.

Останні два види зброї можуть бути виявлені (і підібрані) гравцем на обладнаних базах HECU, проте в руках самих бійців вони не з'являються.

#### Засоби пересування
- AH-64 Apache — бойовий вертоліт.
- Bell V-22 Osprey — десантний конвертоплан.
- M1 Abrams — основний бойовий танк.
- F-16 Fighting Falcon — винищувач-штурмовик.
- M35[en] — 2.5-тонна вантажівка.
- М2 Bradley — бойова машина піхоти.

## Чорні оперативники
Чорні оперативники (англ. Black Operations) — «секретні операції», скорочено Black Ops) — клас противників у Half-Life та деяких її доповненнях. Це елітна спецгрупа солдатів, що є потенційним ворогом в Half-Life: Opposing Force, також зустрічається і в Half-Life: Decay. Як і HECU, оперативники прибувають до Чорної Мези для того, щоб ліквідувати інопланетну загрозу після каскадного резонансу. Пізніше солдати HECU евакуюються, а спецгрупи чорних оперативників отримують наказ також ліквідувати і «напарників», які провалили завдання, а потім знищити весь дослідницький центр.

### Опис чорних оперативників

Чоловік-асасин

Основні бойові одиниці чорних оперативників — це спеціально навчені урядові війська, що складаються з жінок і чоловіків, званих асасинів (або найманими вбивцями). Оперативники використовують те саме військове обладнання та машини, що були у військ HECU, лише чорного кольору. У Half-Life: Opposing Force проти гравця ними виступають чорний бойовий гелікоптер AH-64 «Апач», станковий кулемет Браунінг М2 і сторожова турель; у розділі «Посилання» один з асасинів управляє мінометом, який гравець потім використовує сам, щоб пробити собі дорогу. Як транспорт чорні оперативники використовують чорний V-22 Osprey і чорний вантажівка M35.

Жінка-асасин

Жінки-асасини (англ. Female Assassin) вражаюче спритні і швидкі, вони здатні бігати швидше за будь-яку іншу людину і стрибати на неймовірну висоту. Вони одягнені в чорний латексний костюм і використовують прилади нічного бачення (ПНВ). У їх озброєння входить пістолет моделі Glock 17 з глушником та гранати. Поблизу вони використовують навички Рукопашного бою. Майже у всіх зіткненнях з жінками-оперативниками бої проходять у великих залах з безліччю контейнерів і ящиків, що дає їм можливість раптово атакувати супротивника і так само різко зникнути. На високому рівні складності жінки-асасини можуть використовувати поле, що приховує, що робить їх майже повністю невидимими.
Спочатку планувалася, що жінки-оперативники будуть озброєні арбалетами, і хоча в остаточній версії гри це не було реалізовано, на моделі персонажа все ще видно Колчан для Болт (зброя) болтів. В оригінальній Half-Life у жінок-оперативників при ходьбі дуже помітно коливається бюст, що, ймовірно, було зроблено для надання більшої сексуальності цим персонажам; в Opposing Force і в портованої Half-Life на PlayStation 2, а також у цензурній німецької версії Half-Life  така анімація, проте, відсутня. Цікаво також, що при вбивстві оперативниць з них іноді злітає ПНВ, і можна побачити їхні очі.
У бета-версії Half-Life 2 був присутній ворог Combine Female Assassin («Жінка-ассасин Альянсу»), чий образ ґрунтувався на жінці-ассасині чорних оперативників. На відміну від свого прообразу, у жінки-ассасина Альянсу на ногах були спеціальні ресори, що пояснюють її можливість здійснювати дуже високі стрибки (подібні пристрої використовуються головною героїнею гри Portal). Розробники гри Black Mesa' — ремейка оригінальної [[[Half-Life]] на движку Half-Life 2 — при оновленні ігрової моделі жінки-ассасина з тією ж метою додали до її ніг такі ж ресори.
У Half-Life: Opposing Force, крім жінок, з'являються чоловіки-асасини (англ. Male Assassin). Вони одягнені в чорний бойовий костюм з балаклавою. Деякі з них, як і жінки, мають прилади нічного бачення.
Чоловіки чорних оперативників, як і HECU, озброєні пістолетом-кулеметом HK MP5 (автоматом Colt Model 727 c HD Pack) з гранатометом M203, а також гранатами. Крім того, в грі можна зустріти оперативника-снайпера, озброєного гвинтівкою M40A1. На поясі оперативників можна помітити прикріплену світлозвукову гранату, але в грі вона не використовується.
Чоловіки-асасини поступаються жінкам у швидкості та спритності, але перевершують солдатів HECU не лише у швидкості, а й у навичках боротьби та захищеності. На відміну від тих же HECU, вони, будучи добре натренованими у скритності, завжди тримають тишу в ефірі і не кричать при пораненні, щоб не видавати себе.
Діалоги чоловіків-оперативників в Opposing Force озвучені Гаррі С. Роббінсом і Майклом Шапіро, як і діалоги солдатів HECU в Half-Life.

### Роль в іграх
Чорні оперативники вперше з'являються в Half-Life, у розділах «Похмурі передчуття» та «Ядро Лямбди». При цьому гравець (Фрімен) зустрічається лише з жінками-асасинами.
Набагато важливішу роль бійці чорних оперативників грають у доповненні Half-Life: Opposing Force. Ця гра пояснила їхні дії у Чорній Мезі. Виявилося, що після того, як операція спецпідрозділу HECU з ліквідації інопланетної загрози провалилася, всім частинам HECU було віддано наказ відступати, а підрозділи чорних оперативників залишилися на території комплексу та отримали нові повноваження від уряду для того, щоб знищити весь комплекс. Для цього була задіяна операція «Посилання» (англ. The Package), під час якої оперативники мали намір підірвати все за допомогою ядерних боєголовок, відібраних ними у "Чорної Мези". Капрал HECU Адріан Шепард, який не встиг евакуюватися, знаходить одну з бомб на підземній автостоянці і відключає її, але пізніше G-Man знову включає її. У результаті "Чорна Меза" таки знищується.
Жінки-асасини також зустрічаються в Half-Life: Decay у додатковій місії «Зен атакує». У цій місії гравці в ролі двох вортигонтів були послані знайти зразок аномального матеріалу і повернути його в Зен. Наприкінці вони опиняються в тих же підземних гаражах з Opposing Force, де і борються з асасинами.
Марк Лейдлоу, сценарист серії Half-Life, у листуванні з одним із гравців висловив таку думку про важливість ролі чорних оперативників у ній: «Якби Gearbox Software продовжувала робити ігри HL, думаю, можливо ми б побачили розвиток цих сюжетних ниток. В основі ідея чорних оперативників належить не Gearbox, проте запозичує елементи з реального життя, і я не бачу, як можна пов'язати з нею ідеї канону».

#### Чорні оперативники та HECU
Помітити будь-які відмінності між цілями солдатів HECU та оперативників в оригінальній Half-Life не можна; сама згадка назви «Black Ops» також відсутня. Відомо, що частина оперативників була надіслана в центр «разом» з підрозділами HECU і допомагала їм у ліквідації загрози, аж до моменту відступу військових. Так що, ймовірно, асасини, що з'являються перед полоненням Гордона Фрімена на чолі «Похмурого передчуття» діяли спільно з HECU, щоб разом затримати вченого.
У Opposing Force соратники HECU, що зустрічаються гравцю, виявляються здивовані і спантеличені агресією чорних оперативників. Їхня реакція на ворожість асасинів нагадує ту ж спантеличеність, що відчував персонал "Чорної Мези", коли солдати, які нібито прилетіли їм на допомогу, почали винищувати всіх учених і охоронців дослідницького центру. Під час гри видно, що чорні оперативники зневажливо ставляться до бійців HECU, заявляючи, що вони некомпетентні та недосвідчені. У розділі «Вогонь по своїх» один оперативник сердито зауважує у розмові з іншим: «Чому ми завжди повинні прибирати лайно, з яким не змогли впоратися ці солдафони?». У тому ж розділі вони безжально залишають сильно пораненого інженера HECU вмирати в замкненому гаражі і беззаперечно відкривають вогонь по солдатах, які не встигли евакуюватися з "Чорної Мези". Також у грі можна почути радіоповідомлення з наказом про відступ сил HECU, в якому є фраза «Відсталим підтримка не гарантована», що підтверджує обізнаність командування про можливі агресивні дії чорних оперативників проти солдатів, які не встигли відступити.

## Комбінат

Емблема Комбінату

Комбінат (англ. The Combine) — могутня галактична організація, що тримає під контролем безліч планет і цивілізацій, включаючи планету Земля і людство. У явному вигляді Комбінат з'являється в Half-Life 2, а також у її продовженнях: Half-Life 2: Episode One і Half-Life 2: Episode Two. Фактично, основою сюжету Half-Life 2 та продовжень є боротьба головного героя серії Гордона Фрімена і всього людства проти Комбінату та колабораціоністського уряду Землі.
Комбінат також відомий як Комбайн (за принципом транслітерації, див. також технологічний комбайн), Союз Всесвітів і Покровителі. Згідно з сюжетом ігрового всесвіту, Комбінат вторгся на Землю і за сім годин повністю її завоював. Після цього Землі було встановлено тоталітарний лад, придушуються всі свободи і права землян, а незгодних знищують. Крім того, Комбінат веде повільний геноцид людства: крім масового винищення людей, на всій планеті функціонує так зване «пригнічувальне поле», яке перешкоджає розмноженню людини.
Паралельно Комбінат активно отримує природні ресурси Землі, включаючи водні ресурси. Крім цього, для посилення обстановки та погіршення умов проживання на Землі Комбінат активно використовує поневолені ним інопланетні раси. Так, він заселив Землю примітивними, але дуже агресивними і ворожими до людей формами життя, більшість з яких були взяті ним зі світу Зен. На Землі головним представником Комбінату є доктор Воллес Брін, а головною штаб-квартирою — Цитадель в місті Сіті 17.
Комбінат разом зі своїми земними представниками є головним антагоністом Half-Life 2 та її продовжень. Гравець, виступаючи в ролі Гордона Фрімена, приєднується до Опір і бореться з військами Комбінату. Наприкінці Half-Life 2 Фрімен вдається вбити доктора Бріна і підірвати Цитадель, що призводить до відімкнення пригнічувального поля.

## Опір

Графіті Лямбда — Символ Опору

Опір (англ. The Resistance) — підпільна організація всесвіту ігор Half-Life, що вперше з'явилася в Half-Life 2 і складалася з озброєної опозиції на Землі. У Опір входять як звичайні люди-повстанці (англ. Rebels), так і представники союзної їм раси вортигонтів. Учасники Опору, як і «Чорна Меза», використовують грецьку букву «лямбда» як знак організації. Ця літера також позначає місця-схованки з запасами та входи на бази Опору. Крім того, бійці Опору наносять цей знак на свою форму.

### Осередки опору
У межах міст Опір представлений сховками, розсіяними по занедбаних будівлях і каналізаційних колекторах. Такі пункти нумеруються та називаються станціями. За містом бази займають спорожнілі поселення, наприклад, на узбережжі та Шосе 17, і мають власні назви (Нова Мала Одеса, Портові доки, Точка маяка). Кожна база підконтрольна власному командиру, які, своєю чергою, підпорядковуються безпосередньо лідерам Опору.
До подій, що відбулися в Half-Life 2, опорною базою Опору була Східна "Чорна Меза". Вона містилася поза Сіті 17, біля невикористовуваної гідроелектростанції. Командиром Східної "Чорної Мези" був Ілай Венс, проте невдовзі після прибуття туди Гордона Фрімена база була знищена авіаударом сил Альянсу.
Наступною головною базою Опору стала прихована в лісах за містом ракетна база Білий Гай на чолі з Арне Магнуссоном. Між базами здійснюється радіозв'язок на певних частотах.

### Лідери
- Доктор Айзек Кляйнер — вчений, лідер повстанців, колишній наставник Гордона Фрімена в «Чорній Мезі». Переміщує Гордона через портал і забезпечує його зброєю. У нього є вихованець — хедкраб на прізвисько Ламарр.
- Ілай Венс — вчений, колишній колега Гордона.
- Алікс Венс — солдат, дочка Ілая Венса. Дає Гордону граві-гармату і робота Пса на допомогу. Також супроводжує Фрімена у всіх його пригодах.
- Барні Калхаун — колишній охоронець "Чорної Мези", друг Гордона по роботі. Після вторгнення Альянсу працював шпигуном під виглядом солдата Цивільної оборони.
- Леон — солдат, афроамериканець, лідер опору, з'являється на всіх базах опору.

## Aperture Science

Логотип Aperture Science

Aperture Science — вигадана організація з всесвіту Half-Life, що свого часу була конкурентом дослідного центру «Чорна Меза». Штаб-квартира Aperture Science знаходилася в Лабораторії дослідження природи порталів (англ. Aperture Laboratories) в Клівленді, штат Огайо.
Організація Aperture Science була введена у всесвіт Half-Life з виходом ігор Portal і Half-Life 2: Episode Two. Події серії Portal відбуваються переважно в межах Лабораторії. У Half-Life 2: Episode Two одним з головних сюжетних поворотів стало виявлення криголама «Борей», що належав Aperture Science.
Більшість лабораторії Aperture, якщо не вся, розташована під землею. На момент подій Portal Лабораторія перебуває під контролем GLaDOS — суперкомп'ютера, який після свого запуску знайшов самосвідомість і поступово знищив весь науковий персонал Aperture Science.
До того моменту Лабораторія займалася дослідженнями та розробками в галузі фізики, комп'ютерних технологій та створення штучного інтелекту. Основною галуззю Лабораторії, як бачимо з назви, було вивчення портальної технології. В Aperture Science було розроблено переносний пристрій створення порталів, для випробувань якого виділили спеціальний Центр розвитку (англ. Aperture Science Enrichment Center).
Лабораторія дослідження природи порталів була серйозним конкурентом дослідницького центру «Чорна Меза», який також вів розробки у галузі миттєвого переміщення. Дослідження «Чорної Мези» були сконцентровані на телепортації (в підсумку, як можна спостерігати в Half-Life 2, вони призвели до створення працездатного телепорту), в той час як Aperture Science займалася альтернативною технологією, що використовує червоточини (входами/виходами яких, власне, і є портали). Саме прийняті Aperture Science у прагненні обігнати «Чорну Мезу» ризиковані рішення призвели до виходу GLaDOS з-під контролю, а також до зникнення кригоколу «Борей». Однак, в якийсь момент Aperture Science вдалося досягти значних успіхів і перевершити свого опонента, про що свідчать графіки, які можна побачити при проходженні «Portal» у конференц-залі.